# БПМ 37093
БПМ 37093 (енгл. BPM 37093) је мала светла звезда удаљена око 50 светлосних година од планете Земље. Припада сазвежђу Кентаур (сазвежђе)а (енгл. Centaurus). Ова звезда поседује атмосферски омотач у чијем саставу има највише водоника. Процењује се да је маса звезде веома велика и да је око 10% већа од масе Сунца.

## Револуционално откриће
БПМ 37093 је прва звезда која представља очигледан доказ о теорији која је настала 1960-их година. Према тој теорији, све удаљене планете и звезде имају језгра у чврстом стању. Чврстоћа језгра зависи од удаљености тела и светлосно-топлотног извора. Удаљенија тела имају језгро веће чврстоће. Тела која су ближа извору топлоте имају језгра слабије чврстоће, док најближа тела имају течна језгра. Научници су тврдили да хладне удаљене планете и звезде имају кристална језгра. То је и потврђено 2004. године. Истраживачи из Харвард-Смитског центра за астрономска истраживања дошли су до закључка да БПМ 37093 има кристално језгро од 10 децилона (1×10 на 34) карата, што отприлике износи око 2 септилиона метричких тона. Процењује се да је пречник овог кристала нешто више од 4.000 km. Најзанимљивије је то да је кристално језгро у ствари дијамант. Оваква непроцењива звезда одмах је заинтригирала јавност и убрзо се појавила на свим светским листама које се баве дијамантима. Тако је БПМ 37093 постао дијамант број 1.

## Истраживање
Такође, истраживачи су открили да језгро добро „одзвања“, што наговештава да је дијамант тврд и чист, што значи да у њему нема других примеса. Звезда представља спектакуларно револуционарно откриће. У овом случају звездани материјал БПМ 37093 употребљен је за термонуклеарне реакције. Као резултат добијена је угљена прашина. Према процени једна кашичица прашине овог дијаманта добија се од пет метричких тона кристала. Та прашина изузетне густине и високог наднормалног степена чистоће доказује тврдњу да је језгро звезде највећи кристал угљеника. Иако се према свим доказима ради о дијамантском језгру, оно не личи на дијаманте које ми познајемо.